# Lohheide
Lohheide község Németországban, Alsó-Szászországban, a Cellei járásban. Lakosainak száma 712 fő (2023. december 31.).